# 飯島周
飯島 周（いいじま いたる、1930年11月18日 - 2020年7月18日）は、日本の言語学者、跡見学園女子大学名誉教授。専攻は言語学（スラブ語）。

## 人物
長野県長野市出身。1953年東京大学文学部言語学科卒業。1955年同大学院文学研究科言語学専攻修士課程修了。跡見学園女子大学短期大学部助教授、跡見学園女子大学大学教授、1994年から1998年まで学長を務め、2001年定年、名誉教授。
1967年以降数度にわたりチェコスロバキアのカレル大学に留学、2009年、チェコ文化普及の功績により同国政府より功労賞授与。日本チェコ協会会長。
2020年7月18日に死去。89歳没。

## 著書
- 『カレル・チャペック 小さな国の大きな作家』平凡社新書 2015

### 共編など
- 『チャペック兄弟とチェコ・アヴァン・ギャルド』西野嘉章共監修 I.D.F. 2002
- 『ポケットのなかの東欧文学 ルネッサンスから現代まで』小原雅俊共編　成文社 2006

### 翻訳
- アントニーン・リーム『三つの世代』みすず書房　1970
- ヴィレーム・マテジウス『機能言語学 一般言語学に基づく現代英語の機能的分析』ジョセフ・ヴァヘク編 桐原書店　1981
- F.R.パーマー『英語の法助動詞』桐原書店　1984
- ヤロスラフ・サイフェルト『ヴィーナスの腕 詩集』桐原書店　1986
- 『マミンカ おかあさん J.サイフェルト詩集』恒文社　1989
- バーツラフ・ハベル『ビロード革命のこころ チェコスロバキア大統領は訴える』千野栄一共編訳 岩波ブックレット 1990
- J.プラットほか『"新英語"の実相』松柏社　1991
- ヴァーツラフ・ハヴェル『反政治のすすめ』監訳　恒文社　1991
- カレル・チャペック『いろいろな人たち チャペック・エッセイ集』編訳 平凡社ライブラリー　1995
- 『チャペック小説選集 第3巻　ホルドゥバル』成文社　1995
- 『チャペック小説選集 第4巻　流れ星』成文社　1996
- ヴァーツラフ・ハヴェル『プラハ獄中記 妻オルガへの手紙』恒文社　1995
- 『カレル・チャペック<エッセイ選集>』編訳　恒文社
  - イギリスだより　1996／ちくま文庫 2007
  - 犬と猫　1996
  - 園芸家の一年　1997／平凡社ライブラリー 2015
  - 新聞・映画・芝居をつくる　1997
  - スペイン旅行記　1997／ちくま文庫 2007
  - チェコスロヴァキアめぐり　1996／ちくま文庫 2007
- 『カレル・チャペック旅行記コレクション』編訳 ちくま文庫　
  - 北欧の旅　2009
  - オランダ絵図　2010
- 『未来からの手紙 チャペック・エッセイ集』編訳 平凡社ライブラリー 1996
- 『チャペック小説選集 第5巻　平凡な人生』成文社　1997
- ヤロスラフ・サイフェルト『この世の美しきものすべて チェコスロヴァキア』関根日出男共訳　恒文社　1998
- 『人造人間 ヨゼフ・チャペック エッセイ集』編訳　平凡社 2000
  - 新編『ヨゼフ・チャペック エッセイ集』編訳 平凡社ライブラリー 2018
- ヤロスラフ・ハシェク『不埒な人たち ハシェク風刺短編集』編訳　平凡社 2002／平凡社ライブラリー 2020
- 『こまった人たち チャペック小品集』編訳 平凡社ライブラリー 2005
- ヨゼフ・ラダ絵  イジー・ジャーチェク文『どうぶつだいすき』平凡社　2005
- カレル・チャペック『絶対製造工場』平凡社ライブラリー 2010
- ボフミル・フラバル『厳重に監視された列車』松籟社 2012